# Herb guberni lubelskiej

Herb guberni lubelskiej w latach 1837–1844

Herb guberni lubelskiej w latach 1845–1866

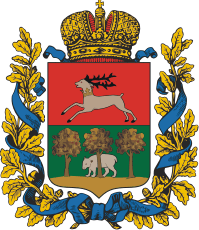
Herb guberni lubelskiej w latach 1869–1915

Herb guberni lubelskiej przedstawiał na tarczy dwudzielnej w pas, w polu górnym czerwonym, jelenia srebrnego z koroną złotą na szyi biegnącego w lewo, w polu dolnym zielonym niedźwiedzia srebrnego idącego między trzema drzewami. Herb był tożsamy z herbem wcześniejszego województwa lubelskiego.
5 (17) października 1845 r. Namiestnik Królestwa Polskiego zatwierdził nowy herb. 26 maja (7 czerwca) 1849 r. herb uzyskał najwyższe zatwierdzenie cesarskie. Herb ten był połączeniem herbów wcześniejszych guberni lubelskiej i podlaskiej, przedstawiał na tarczy czwórdzielnej w krzyż w polu pierwszym czerwonym, jelenia srebrnego z koroną złotą na szyi biegnącego w lewo, w polu drugim zielonym, niedźwiedzia srebrnego idącego między trzema drzewami, w polu trzecim czerwonym, białego orła, w polu czwartym czerwonym Pogoń.
Po reformie administracyjnej opracowano nowy herb, który uzyskał zatwierdzenie cesarskie 25 lutego 1869 r. Herb ten przedstawiał na tarczy dwudzielnej w pas, w polu górnym czerwonym jelenia srebrnego biegnącego z koroną złotą na szyi, w polu dolnym zielonym niedźwiedzia srebrnego idącego między trzema drzewami.